# Ida Bindschedler
Ida Bindschedler (Zürich, 6 juli 1854 - aldaar, 28 juni 1919) was een Zwitserse onderwijzeres en schrijfster.

## Biografie

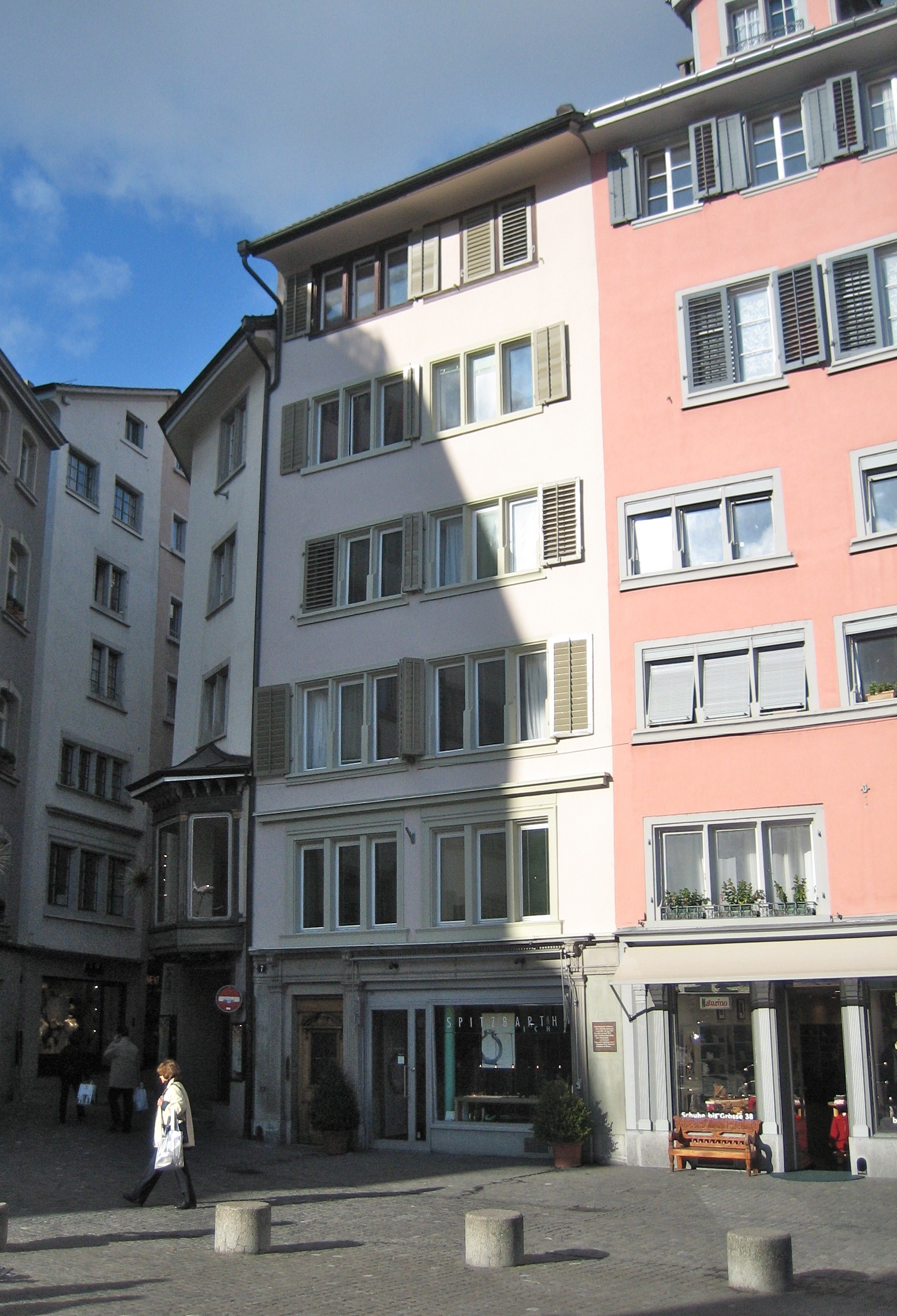
Geboortehuis van Ida Bindschedler in Zürich.

Ida Bindschedler was een dochter van Friedrich Rudolf Bindschedler, een katoenhandelaar, en van Anna Elisabeth Tauber. Ze bracht haar jeugd door in een burgerlijk milieu dat ze later zou beschrijven in haar werken over de Turnachkindern. In Küsnacht en Bern volgde ze een opleiding tot lerares. In Bern was ze een leerlinge van Joseph Viktor Widmann.
Ze bleef actief als lerares in Zürich tot ze in 1897 diende te stoppen vanwege een hartziekte. Daarop verhuisde ze naar Augsburg, waar ze kinderboeken zou schrijven. Haar bekendste romans, Die Turnachkinder im Sommer uit 1906 en Die Turnachkinder im Winter uit 1909, waren voor hun tijd opvallend goed aangepast aan het doelpubliek.
Haar werken worden vandaag de dag nog steeds gelezen en kunnen worden beschouwd als een uitstekend sociogram van een familie uit de burgerij in een Zwitserse stad in de 19e eeuw.

## Trivia

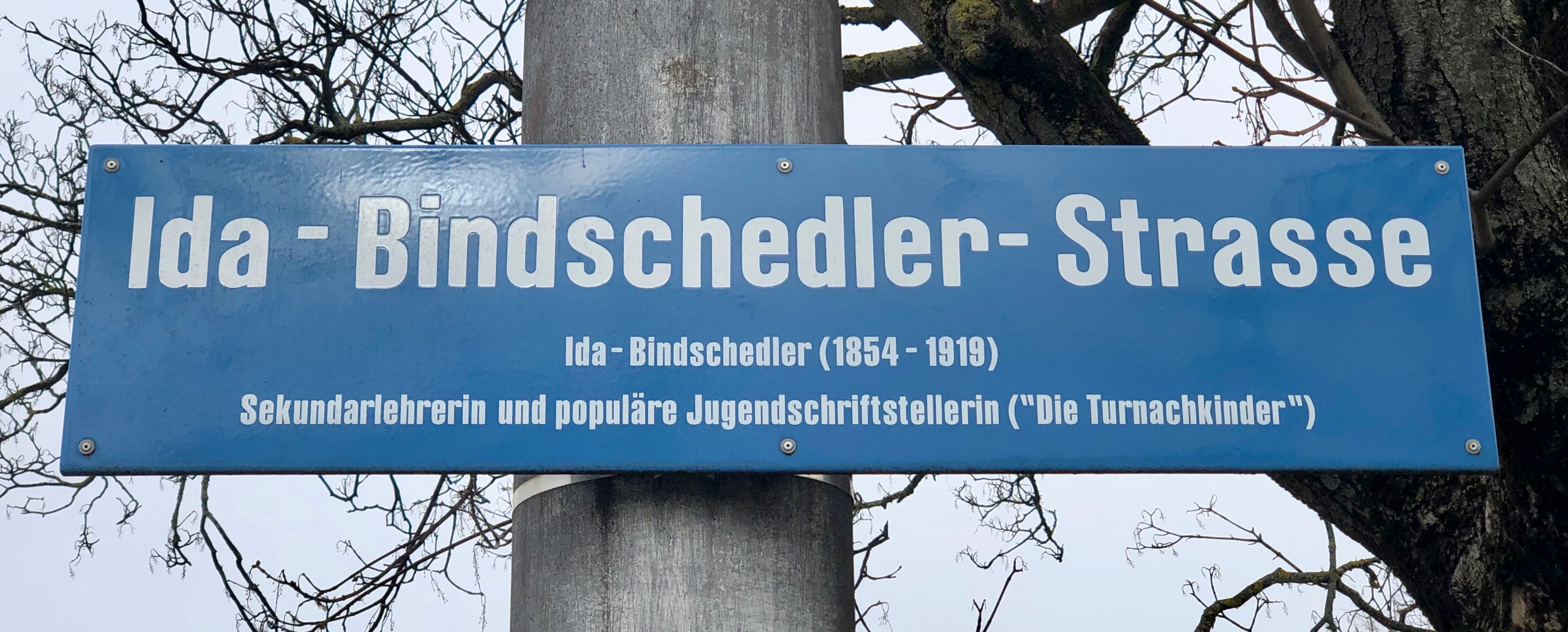
Straatnaambord in Zürich.

- In Zürich werd een straat naar haar vernoemd, de Ida-Bindschedler-Strasse.

## Werken

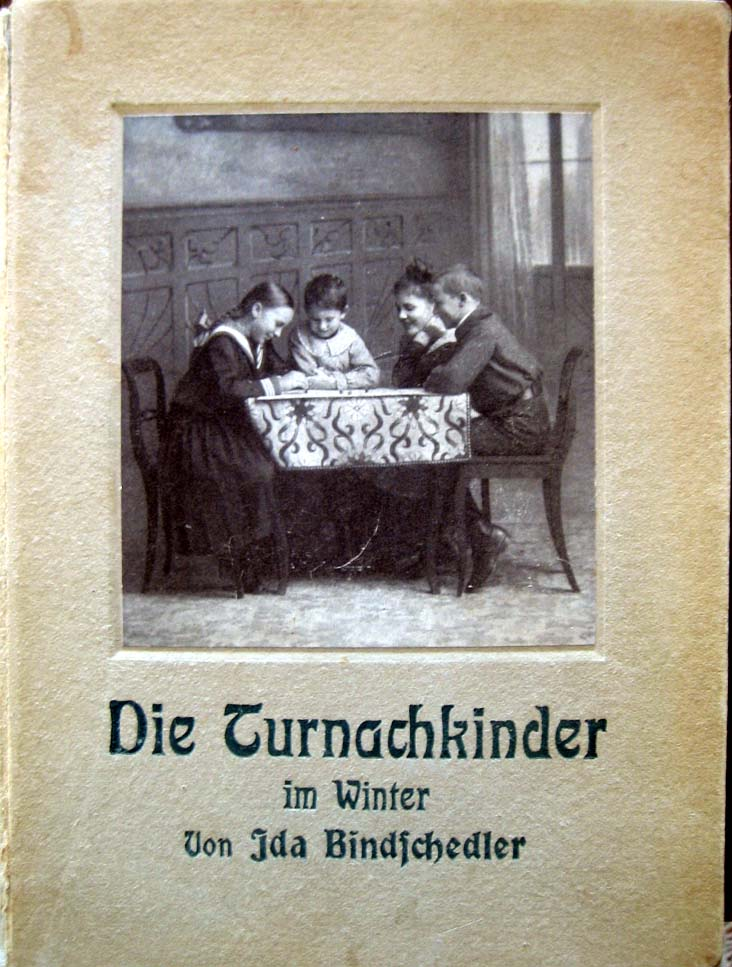
Een exemplaar van Die Turnachkinder im Winter, ca. 1920.

- (de)  Die Turnachkinder im Sommer, 1906.
- (de)  Die Turnachkinder im Winter, 1909.